# Peter Bolte

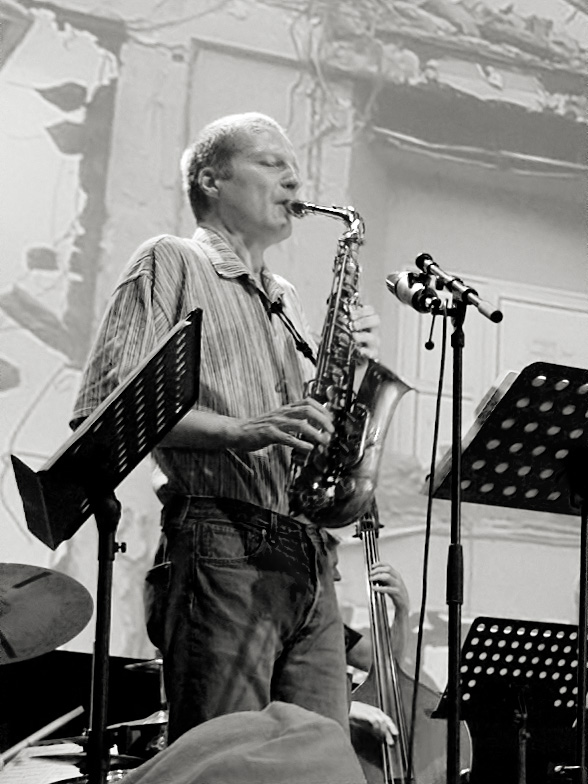
Peter Bolte, Moers Festival 2009

Peter Bolte (* 1967 in Paderborn) ist ein deutscher Jazz- und Improvisationsmusiker (Altsaxophon, Querflöte, Komposition).

## Biografie
Bolte zog 1988 nach Köln, wo er an der Musikhochschule studierte. Er trat in den 1990er Jahren u. a. mit den Gruppen von Bob Degen, Harald Haerter und Jeff Cascaro auf und gehört seit 1995 der NDR Bigband an.
Zu Boltes Projekten unter eigenem Namen gehörten u. a. bis 2007 ein stilistisch dem Modern Jazz zuzuordnendes Quartett aus Achim Kaufmann, Paul Imm und Alan Jones, sowie 2010 ein Duo mit dem Live-Elektroniker Jim Campbell, das freie Improvisationsmusik spielte. Stücke, bei denen er verschiedene Instrumente (vorwiegend Querflöten und Saxophone) spielt, die durch Mehrspurverfahren übereinander gelegt wurden, finden sich auf mehreren seiner Alben, die größtenteils seine eigenen Kompositionen enthalten.
1997 und ´98 war er für den SWF-Jazzpreis nominiert, Nominierungen für die Bestenliste des Preises der deutschen Schallplattenkritik gab es 1997 und 2008 für CDs unter seinem Namen.
Als Gastdozent unterrichtete Bolte an der Hochschule der Künste in Arnheim (1993) und an der Hochschule für Musik und Theater Hamburg (2003).

## Preise und Auszeichnungen
Bolte erhielt im Alter von 16 Jahren beim Wettbewerb „Jugend jazzt“ den 1. Preis in der Solowertung für Saxophon.
1990 wurde er mit dem 1. Preis des Saxophonwettbewerbs der Musikhochschule Köln ausgezeichnet,
1991 mit dem Preis für den „besten Solisten“ beim internationalen Wettbewerb des Jazzfestivals Karlsbad.

## Diskographische Hinweise
- Refugium (2018/19) solo
- 2016 (2013–16) solo
- Planet (2012) solo
- The World As We Knew It In 1980 (2009) mit Jim Campbell
- Beyond the Fragile Geometry of Space (2007) mit Paul Imm, Alan Jones, Henning Berg und Paul Heller
- Lento (2005) mit Bob Degen, Dieter Ilg und Daniel Humair
- Zeitraum (2000) mit Marcio Doctor und Ingmar Heller
- … All the April Snow (1996) mit David Friedman, Anthony Cox und Wolfgang Haffner
- Evocation (1994) mit Achim Kaufmann, Paul Imm und Alan Jones